# Карасёво (Омская область)
Карасёво — деревня в Горьковском районе Омской области России. Входит в состав Краснополянского сельского поселения.

## География
Деревня находится на востоке центральной части Омской области, в северной лесостепи, на расстоянии примерно 5 км (по прямой) к юго-юго-западу (SSW) от посёлка городского типа Горьковское, административного центра района. Абсолютная высота — 108 м над уровнем моря.
Часовой пояс
Деревня Карасёво, как и вся Омская область, находится в часовой зоне МСК+3. Смещение применяемого времени относительно UTC составляет +6:00.

## История
Деревня основана в 1930 году как ферма совхоза «Скотовод». В 1931—1944 годах функционировало отделение совхоза «Иконниковский», а с 1944 года — отделение совхоза «Краснополянский». В 1934 году в деревне была открыта начальная школа.

## Население
| 2002 | 2010 | 2021 |
| ---- | ---- | ---- |
| 123  | ↘98  | ↘95  |

Гендерный состав
По данным Всероссийской переписи населения 2010 года, в гендерной структуре населения мужчины составляли 50 %, женщины — соответственно также 50 %.
Национальный состав
Согласно результатам переписи 2002 года, в национальной структуре населения русские составляли 93 %.

## Улицы
Уличная сеть деревни состоит из трёх улиц (ул. Карасёвская, ул. Фермерская и ул. Школьная).

## Инфраструктура
В деревне функционирует начальная школа (структурное подразделение МОУ «Краснополянская СОШ»).